# Ivan Wallin
Ivan Emanuel Wallin (* 22. Januar 1883 in Page County, Iowa; † 6. März 1969) war ein US-amerikanischer Biologe, der die ersten experimentellen Arbeiten zur Endosymbiontentheorie machte, wofür er den Spitznamen „Mitochondria Man“ bekam. Er behauptete, dass die Mitochondrien genannten Zellorganellen von einst unabhängigen Bakterien abstammen, wie es seine Vergleichsstudien und die Untersuchungen an isolierten Mitochondrien unterstützten.

## Werdegang
Wallin besuchte zunächst ab 1900 das Augustana College und von 1903 bis 1904 die Princeton University. 1905 schloss er sein Studium an der University of Iowa mit dem Bachelor ab. Danach lehrte er Biologie in Uppsala und ab 1907 Zoologie an der Universität in Nebraska, wo er 1908 den Master of Arts erlangte (mit einer Schrift über die Gattung allocreadium der Klasse Saugwürmer). Im Anschluss war er als Abteilungsleiter an einer High School in Oshkosh tätig. Von 1910 bis 1913 unterrichtete er Anatomie am University and Bellevue Hospital Medical College in New York. Danach arbeitete er an der University of Louisville und am Medical College in Cornell. 1915 wurde er an der New York University zum Doctor of Science promoviert (mit einer Dissertationsschrift über Ammocoetes). Von 1915 bis 1918 lehrte er als Assistant Professor und Associate Professor an der Marquette University. Ab 1918 war er Professor und Leiter des Fachbereichs Anatomie an der University of Colorado School of Medicine in Denver.